# TosMIC
TosMIC (تولوئن‌سولفونیل‌متیل ایزوسیانید) یک ترکیب آلی با فرمول CH3C6H4SO2CH2NC است. این مولکول شامل هر دو گروه عاملی سولفونیل و ایزوسیانید است. این ماده به صورت جامد بی‌رنگ است و برخلاف بسیاری از ایزوسیانیدها، بی‌بو است. می‌توان با آب‌زدایی از مشتقات فرم‌آمید آن را تهیه نمود. این ماده در واکنش ون لوزن که برای تبدیل آلدهیدها به نیتریل‌ها یا در تهیه اکسازول‌ها و ایمیدازول‌ها کاربرد دارد، استفاده می‌شود.